# Fort XIV Twierdzy Modlin

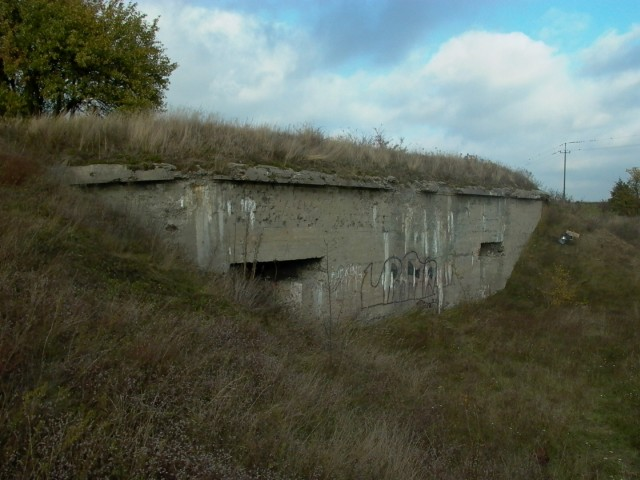
Fort XIV: jedno z wejść do podwalni

Fort XIV – jeden z fortów Twierdzy Modlin, wzniesiony w ramach budowy drugiego, zewnętrznego pierścienia fortów w latach 1912–1915.
Fort znajduje się niedaleko wsi Goławice. Jego projekt został oparty na wzorcu F1910. Fort nie został do wybuchu wojny ukończony; wykonano jednak prace ziemne i wzniesiono zasadnicze obiekty oraz schrony obserwacyjno-bojowe. Obecnie teren został uporządkowany i jest ogrodzony.